# Kalanchoe schizophylla
Kalanchoe schizophylla ist eine Pflanzenart der Gattung Kalanchoe in der Familie der Dickblattgewächse (Crassulaceae).

## Beschreibung

### Vegetative Merkmale
Kalanchoe schizophylla ist eine ausdauernde, kletternde, vollständig kahle Pflanze. Ihre kletternden, stielrunden, schlanken Triebe sind an der Basis etwas verholzt und 3 bis 8 Meter lang. Die gefiederten Laubblätter sind gestielt. Der schmale, stängelumfassende Blattstiel ist 3 bis 5 Millimeter lang. Ihre Blattspreite ist in ihrer Form veriabel. Die Basis ist länglich verschmälert. Die Segmente bestehen aus sechs bis acht Paaren. Sie sind linealisch, fast ganzrandig, an der Spitze stumpf, zurückgebogen und 8 bis 15 Zentimeter lang.

### Generative Merkmale
Der Blütenstand besteht aus sehr großen, wenigblütigen Rispen, die Brutknospen tragen. Die hängenden Blüten stehen an schlanken, bogigen, 4 bis 8 Millimeter langen Blütenstielen. Der glockenförmige Kelch ist grün, die Kelchröhre 1,5 bis 2 Millimeter lang. Die dreieckigen, spitz dornenspitzigen Kelchzipfel weisen eine Länge von 3 bis 3,5 Millimeter auf und sind 2,7 bis 3 Millimeter breit. Die urnenförmige bis glockenförmige Blütenkrone ist leuchtend rot bis violett. Die etwas vierkantige Kronröhre ist 13 bis 17 Millimeter lang. Ihre länglich eiförmigen, ausgerandeten Kronzipfel weisen eine Länge von 1,5 bis 4 Millimeter auf und sind etwa 2 Millimeter breit. Die Staubblätter sind unterhalb der Mitte der Kronröhre angeheftet und ragen ziemlich weit aus der Blüte heraus. Die Staubbeutel sind etwa 1 Millimeter lang. Die etwas rechteckigen Nektarschüppchen weisen eine Länge von 1,5 Millimeter auf und sind ebenso breit. Das Fruchtblatt weist eine Länge von etwa 7,5 Millimeter auf. Der herausragende Griffel ist etwa 10 Millimeter lang.
Die verkehrt eiförmigen Samen erreichen eine Länge von etwa 0,7 Millimeter.

## Systematik und Verbreitung
Kalanchoe schizophylla ist auf Madagaskar an feuchten Stellen in Wäldern verbreitet.
Die Erstbeschreibung als Kitchingia schizophylla durch John Gilbert Baker wurde 1884 veröffentlicht. Henri Ernest Baillon stellte die Art ein Jahr später in die Gattung Kalanchoe.

## Nachweise